# Engelbert Sterckx

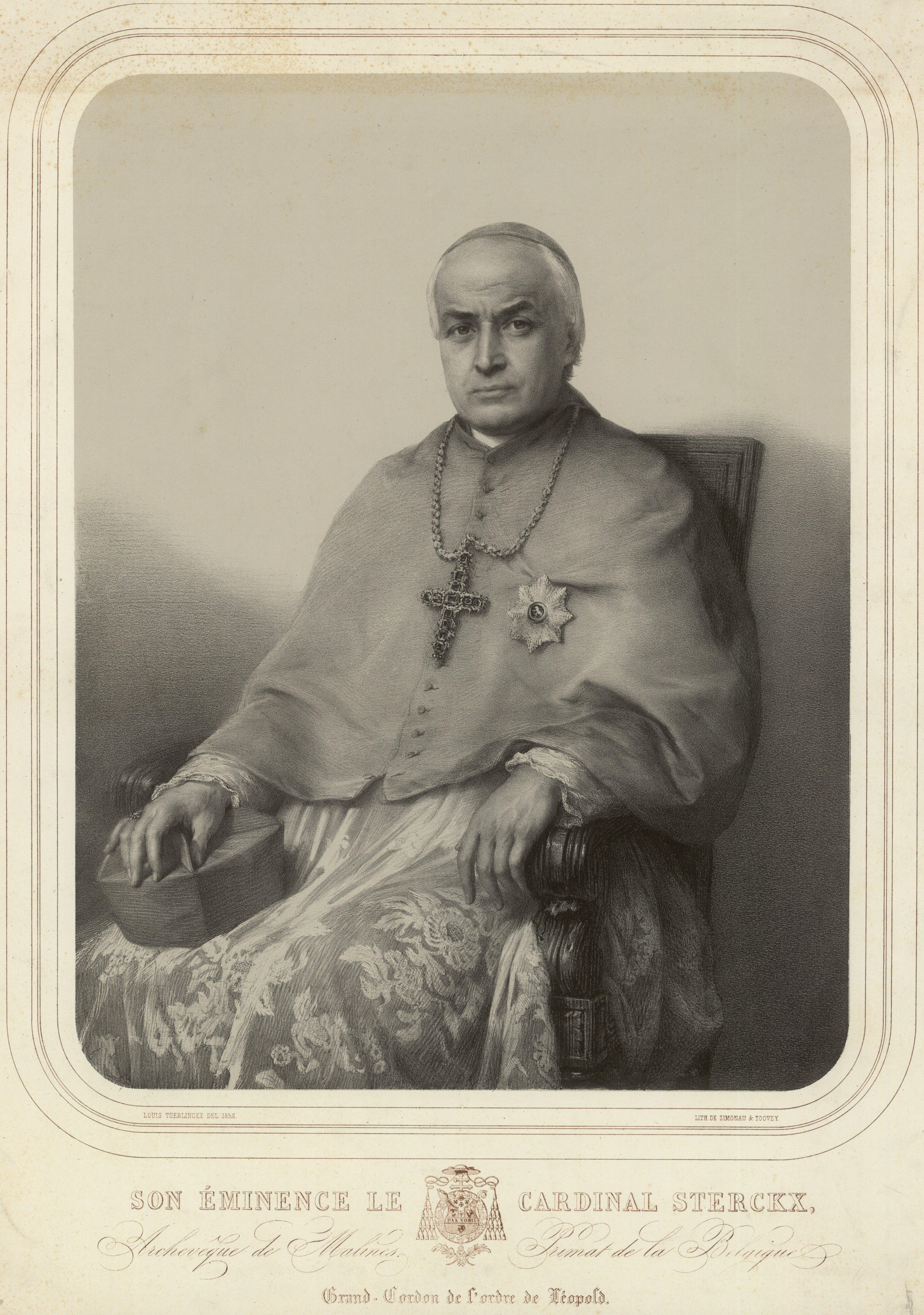
Engelbert Kardinal Sterckx (Lithografie von Simonau & Toovey, 1852)

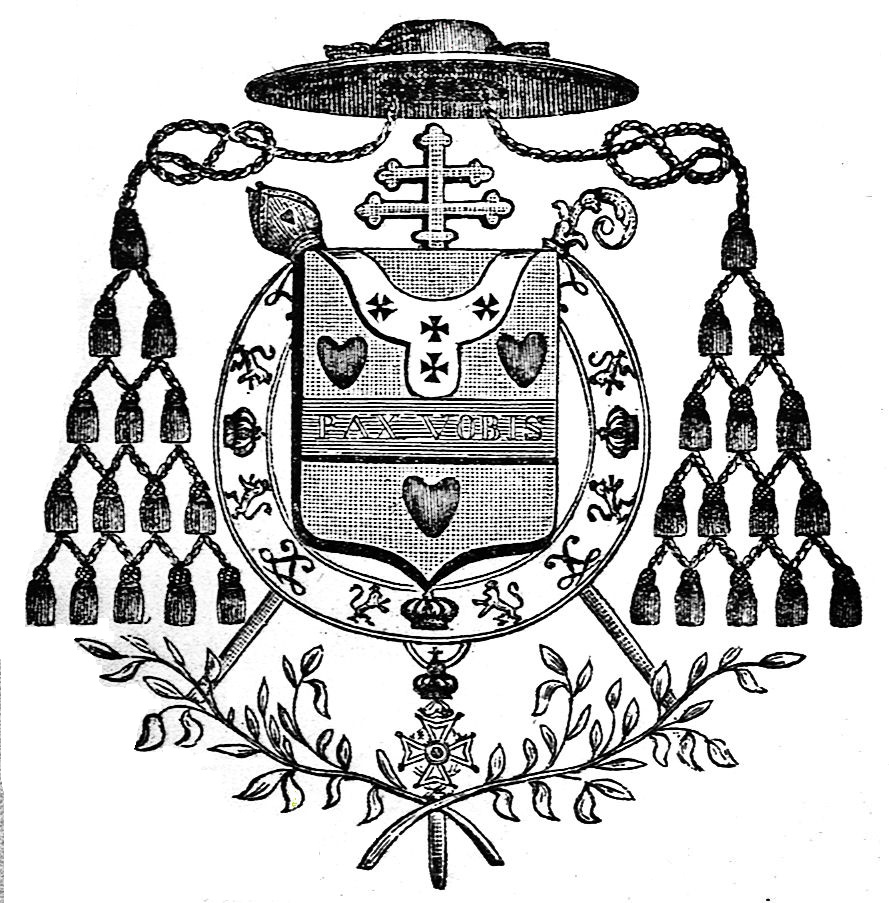
Kardinalswappen

Engelbert (Engelbertus) Sterckx (* 2. November 1792 in Ophem bei Brüssel, Brabant; † 4. Dezember 1867 in Mecheln) war ein belgischer Geistlicher und von 1832 bis zu seinem Tod Erzbischof von Mecheln.

## Leben
Engelbert Sterckx begann sein Studium in Vilvoorde und setzte es 1805–1807 an der humanistischen Oberschule in Enghien fort. Danach besuchte er die Sekundarschule in Louvain und wechselte in das Priesterseminar nach Mecheln. Am 18. Februar 1815 empfing Engelbert Sterckx die Priesterweihe und übernahm im Priesterseminar von Mechelen die Professur für Philosophie und Moraltheologie. Es folgte die Verwendung auf einer Pfarrstelle in Bouchout und danach in Antwerpen. 1827 wurde er Generalvikar des Erzbistums Mecheln. Als Kapitularvikar führte er ab Januar 1831 die dortigen Amtsgeschäfte.
Papst Gregor XVI. ernannte ihn am 24. Februar 1832 zum Erzbischof von Mecheln. Am 8. April spendete ihm der Bischof von Tournai, Jean-Joseph Delplancq, in der Kathedrale von Mecheln die Bischofsweihe; Mitkonsekratoren waren der Bischof von Lüttich, Cornelis Richard Anton van Bommel, und der Bischof von Gent, Jan-Frans van de Velde. Sein Wahlspruch lautete Pax vobis („Friede mit euch“).
Am 13. September 1838 nahm ihn Papst Gregor XVI. als Kardinalpriester mit der Titelkirche San Bartolomeo all’Isola in das Kardinalskollegium auf. Als Metropolit reformierte er die gesamte belgische Kirche und führte die belgischen Bischöfe zu gemeinsamem Handeln. Kardinal Sterckx nahm nicht am Konklave von 1846 teil, in dem Papst Pius IX. gewählt wurde. Am 20. März 1866 wurde er als dienstältester Kardinalpriester Kardinalprotopriester. Er starb Ende 1867 in Mecheln und wurde in der dortigen Kathedrale beigesetzt.

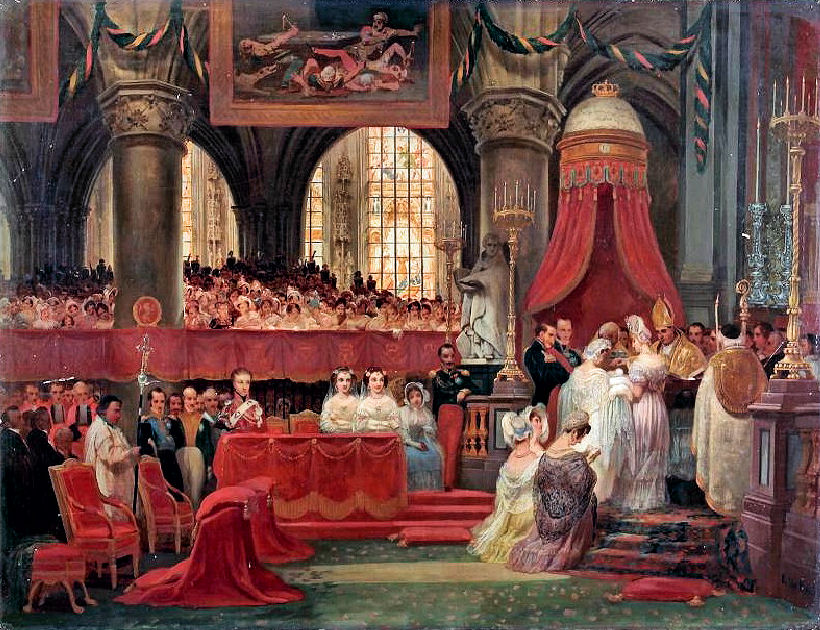
Taufe von Prinz Louis Philippe von Belgien durch Erzbischof Sterckx in der Kathedrale St. Michael und St. Gudula in Brüssel 1833 (Gemälde von Philippe Jacques van Bree, 1833)

## Politische Unruhen
Als Erzbischof von Mecheln setzte er sich in diesen politisch, religiös und revolutionär schwierigen Zeiten für die Freiheit der Kirche in Belgien ein. König Wilhelm I. des Vereinigten Königreiches der Niederlande (Regent 1815–1830) hatte den Versuch unternommen, die Priesterausbildung in seine Befugnisse zu übertragen. Er schloss Diözesanseminare und richtete ein „Philosophiekolleg“ ein, das die Priesterausbildung übernehmen sollte und unabhängig vom Erzbischof die Lehrer und Professoren nominieren durfte.

## Königreich Belgien
Die gesellschaftlich-politischen Unruhen führten schließlich 1830 zu einem unabhängigen Königreich Belgien unter König Leopold I., einem Prinzen aus dem Haus Sachsen-Coburg und Gotha. Das neue Königreich gab sich unter Mitwirkung von Sterckx eine liberale Verfassung, in der die Religions-, Unterrichts- und Pressefreiheit garantiert wurde. Sterckx gelang es, diese liberale Einstellung vor dem Heiligen Stuhl zu vertreten, und er überzeugte Papst Gregor XVI. zur Duldung der belgischen Verfassung. Unter der bischöflichen Leitung Sterckx’ erhielt die katholische Kirche große Freiheiten und gründete Schulen, Klöster und Wohltätigkeitseinrichtungen. 1834 wurde in Mecheln eine freie katholische Universität, das hauptsächliche Werk von Erzbischof Sterckx,  gegründet und 1842 wurde die Katholische Universität Löwen reaktiviert. Belgien wurde zu einer Kirchenprovinz erhoben und dem Erzbistum Mecheln wurden die Suffraganbistümer Lüttich, Namur, Tournai, Brügge und Gent zugeordnet.

## Ordensgründungen nach bischöflichen Rechten
Erzbischof Sterckx bestätigte 1834 die ehemalige Ordensgemeinschaft Zusters Dienstmaagden van Maria als Kongregation bischöflichen Rechts. Am 25. Januar 1839 übertrug er die Leitung der Ordensgemeinschaft Barmherzige Brüder von Mecheln an Bruder Victor Scheppers und genehmigte die Ordensregeln. Am 22. Juni 1857 erteilte er die bischöfliche Approbation an die Augustinessen Zwartzusters van Halle als einer Kongregation bischöflichen Rechts. Sterckx stimmte 1863 auch der kanonischen Errichtung der „Soeurs du Sacré Coeur de Marie“ zu.